# دينيس ديسغاردين
دينيس ديسغاردين هو كاتب سيناريو ومونتير ومصور سينمائي كندي، ولد في 1966 في مونتريال في كندا.

## وصلات خارجية
- دينيس ديسغاردين على موقع IMDb (الإنجليزية)
- دينيس ديسغاردين على موقع ألو سيني (الفرنسية)
- دينيس ديسغاردين على موقع أول موفي (الإنجليزية)
- دينيس ديسغاردين على موقع قاعدة بيانات الفيلم (الإنجليزية)
- دينيس ديسغاردين على موقع كينوبويسك (الروسية)